# صامويل مبانغولا
صامويل-جيرمان كيندويلو مبانغولا تشيفوندا (بالفرنسية: Samuel-Germain Kinduelu Mbangula Tshifunda)‏ هو لاعب كرة قدم بلجيكي من أصول كونغولية ديمقراطية محترف يلعب حالياً لصالح نادي يوفنتوس الذي ينافس في دوري الدرجة الأولى الإيطالي.

## وصلات خارجية
لم يتم العثور على روابط لمواقع التواصل الاجتماعي.

- صامويل مبانغولا على موقع الاتحاد الأوربي (الإنجليزية)
- صامويل مبانغولا على موقع الاتحاد البلجيكي (الإنجليزية)
- صامويل مبانغولا على موقع قاعدة بيانات كرة القدم.إي يو (الإنجليزية)
- صامويل مبانغولا على موقع Soccerway.com (الإنجليزية)
- صامويل مبانغولا على موقع عالم كرة القدم.نت (الإنجليزية)